# De Dongendijkse polder
De Dongendijkse polder is een polder en voormalig waterschap in de Nederlandse provincie Noord-Brabant. Het is onbekend wanneer het waterschap is opgericht, maar de datum ligt voor 1712. Het waterschap besloeg een gebied tussen de plaatsen 's Gravenmoer en Groenendijk van 162 bunder, 49 roeden en 66 ellen. De Donge begrenst het gebied aan de noord- en oostzijde. Aan de zuidijde grensde het aan hogere akkergronden en in het westen aan de Groenendijkse haven. Qua bestuurlijke indeling grensde het waterschap aan de waterschappen Polder van 's Gravenmoer, Oostpolder, Gecombineerde Willemspolder en De Beneden Donge. 
Het waterschap waterde af op via meerdere sluizen op de Groenendijkse haven om zo de hooi- en weilanden droog te houden. Op 1 juli 1950 werd het waterschap opgeheven en ging het op in het waterschap De Beneden Donge. Het gebied wordt tegenwoordig beheerd door het waterschap Brabantse Delta.

## Afbeeldingen

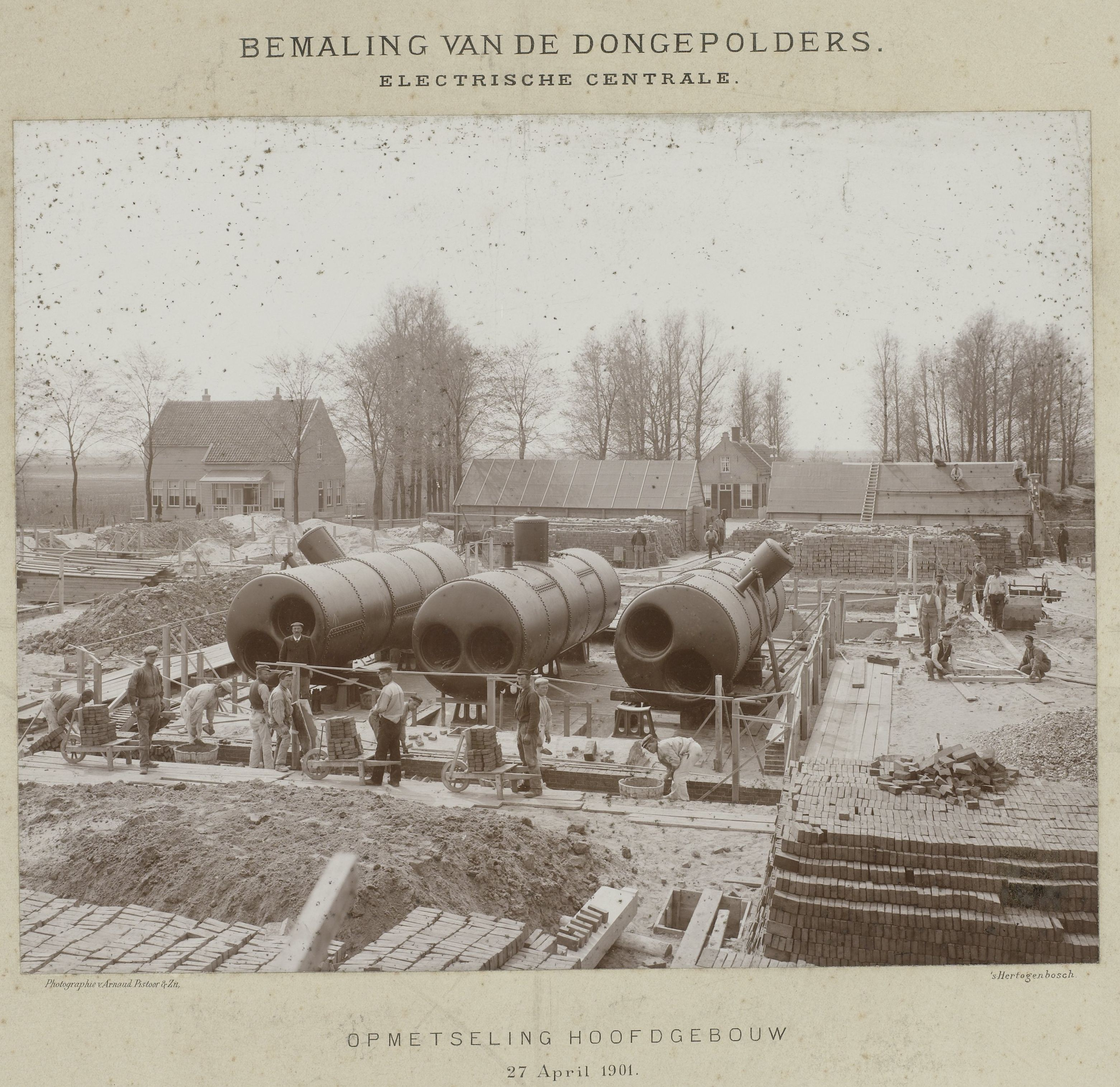
Stroomgemaal van de Dongepolders, 1901
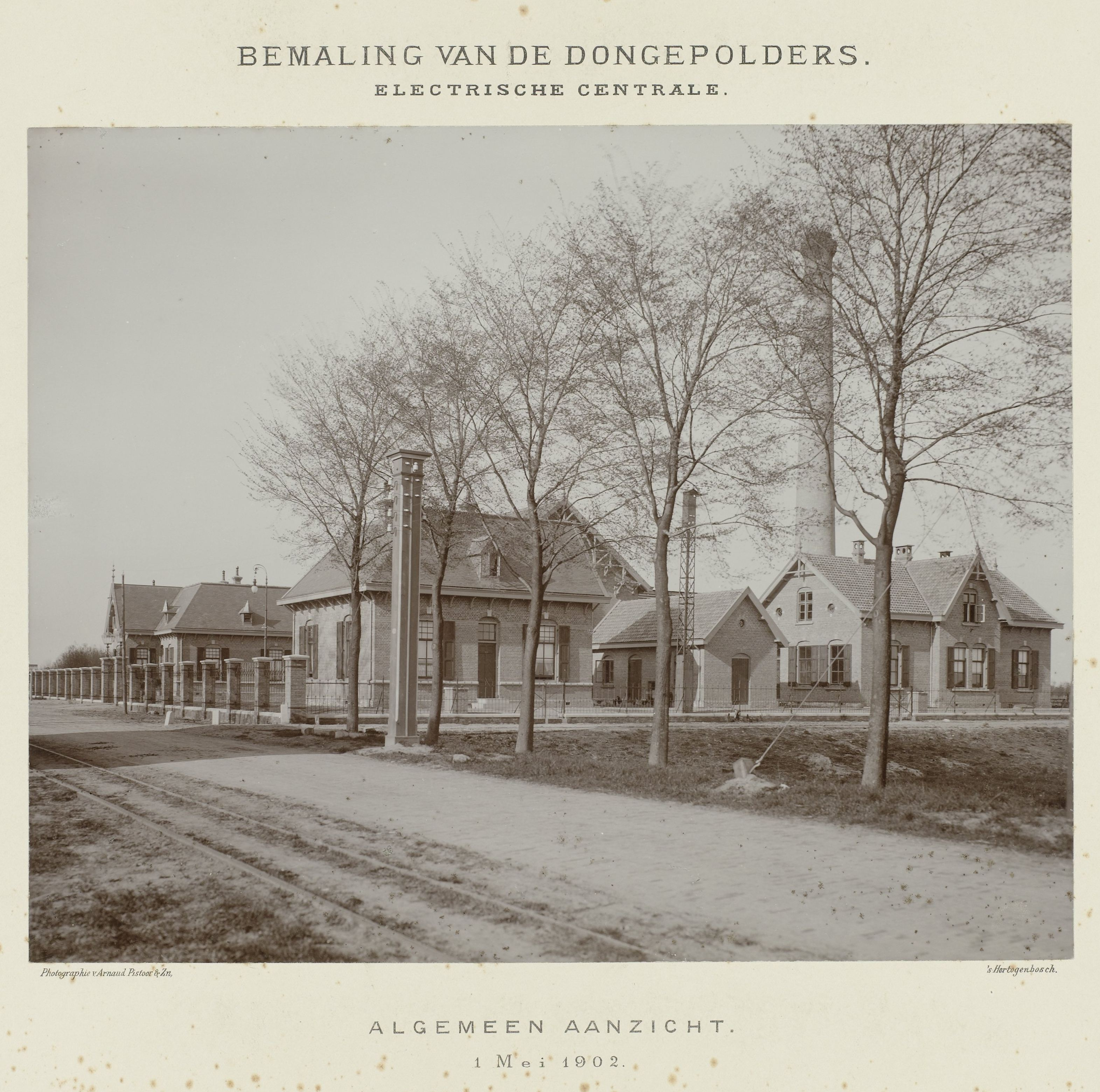
Stroomgemaal van de Dongepolders, 1902